# Belediye Evleri, Ceyhan
Belediye Evleri là một xã thuộc huyện Ceyhan, tỉnh Adana, Thổ Nhĩ Kỳ.